# ذربات (ذي السفال)

تعديل مصدري - تعديل

ذربات محلة تابعة لقرية مزوم، التابعة لعزلة السيف بمديرية ذي السفال إحدى مديريات محافظة إب في الجمهورية اليمنية، بلغ تعداد سكانها 118 حسب تعداد اليمن لعام 2004.